# 薩瑙區
6°24′33″S 76°35′51″W / 6.4093°S 76.5975°W
薩瑙區（西班牙語：Distrito de Shanao），是秘魯的一個區，位於該國中北部聖馬丁大區的拉馬斯省，始建於1952年2月12日，面積24.6平方公里，海拔高度270米，2005年人口2,088，人口密度每平方公里85人。